# أوكارا
أوكارا (Okara) (لغة بنجابية, (بالأردية: اوکاڑا))، هي عاصمة مقاطعة اوكارا ‏ في مقاطعة البنجاب في باكستان.اشتق اسم اوكارا من (Okaan)، وهو اسم لنوع من الاشجار. تقع المدينة جنوب غرب مدينة وتبعد عن لاهور وفيصل آباد حوالي 100 كم عن طريق نهر رافي. وتشتهر بالاقتصاد الزراعي ومعامل القطن. أقرب مدينة رئيسية إلى اوكارا هي ساهيوال، التي كانت تعرف في السابق باسم مونتغمري.

## أعلام
- آفتاب إقبال
- محمد حنيف